# Wade Hampton III.

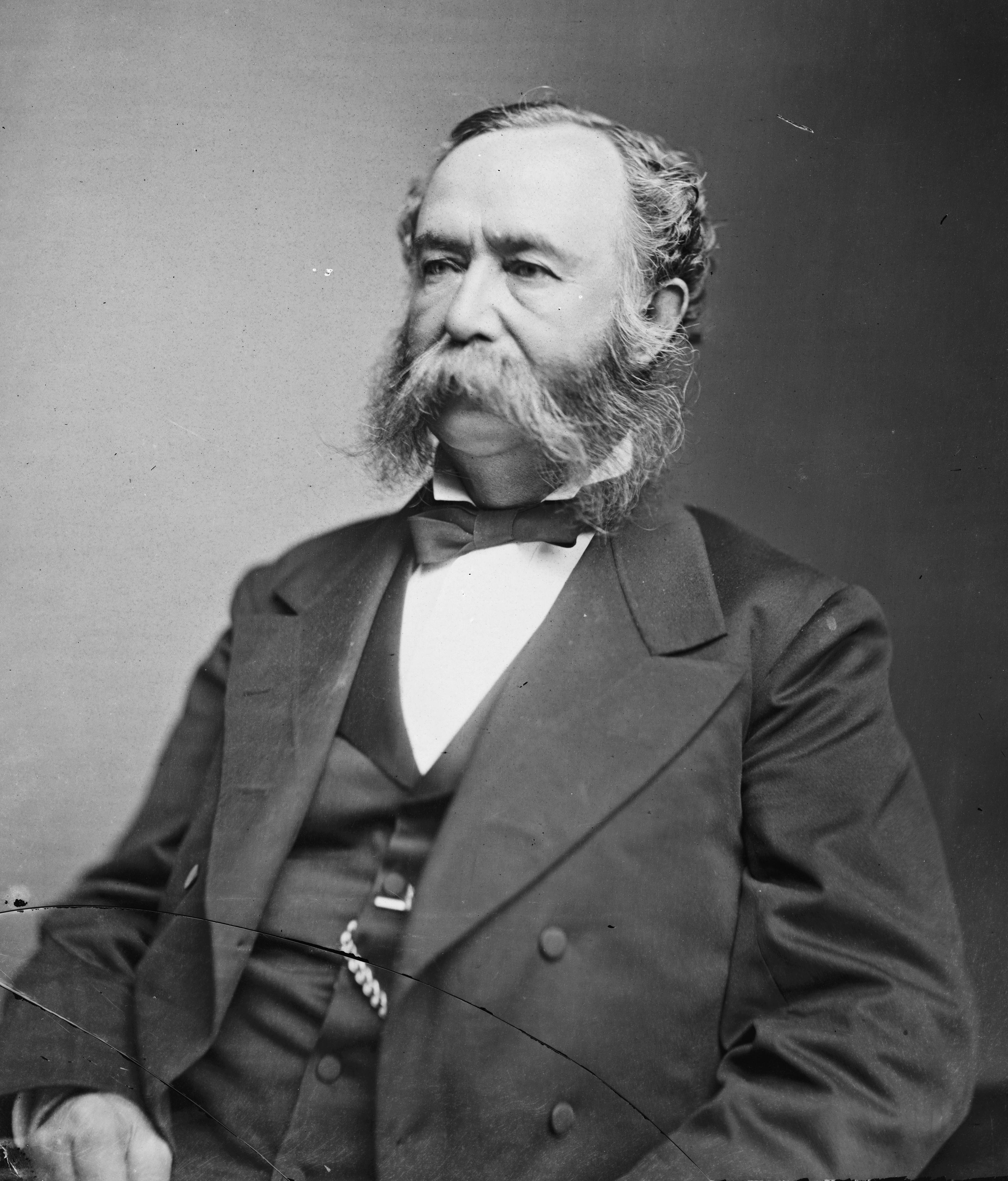
Wade Hampton III.

Wade Hampton III. (* 28. März 1818 in Charleston, South Carolina; † 11. April 1902 in Columbia, South Carolina) war ein General des konföderierten Heeres im Amerikanischen Bürgerkrieg. Außerdem war er sowohl US-Senator für South Carolina als auch Gouverneur dieses Bundesstaates.

## Frühe Jahre
Hampton wurde als ältester Sohn von Wade Hampton II., einem reichen und bekannten Pflanzer, geboren. Seine Vorfahren, unter ihnen Wade Hampton I., waren Helden des Unabhängigkeitskrieges sowie des Krieges von 1812 und gehörten der reichen Aristokratenklasse des alten Südens an. Bereits in seiner frühen Kindheit, die er auf dem Herrensitz Millwood verbrachte, lernte er das Reiten und Jagen. Nach seinem Abschluss am South Carolina College im Jahre 1836 widmete er sich den Rechtswissenschaften, entschied sich jedoch nach abgeschlossenem Studium für die Verwaltung der familieneigenen Baumwollplantagen in seinem Heimatstaat und in Mississippi. Von 1852 bis 1861 war Hampton mehrfach Abgeordneter im Repräsentantenhaus von South Carolina. Von 1858 bis 1861 saß er im Senat dieses Staates.

## Bürgerkriegsaktivitäten

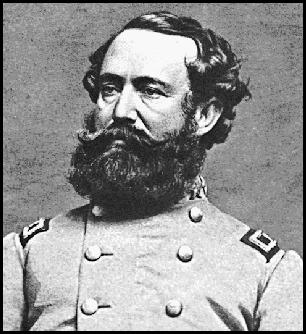
Wade Hampton III.

Aufgrund seiner Erfahrungen als sklavenhaltender Pflanzer zweifelte er an den ökonomischen Vorteilen dieser Institution, außerdem sprach er sich anfangs gegen eine Sezession aus. Nach dem Ausbruch des Krieges legte er sein Senatorenamt nieder, um in der Miliz des Staates als einfacher Soldat zu dienen. Der Gouverneur von South Carolina ernannte ihn jedoch zum Regimentskommandeur. Trotz eines völligen Mangels an militärischer Bildung organisierte der frischgebackene Offizier die Hampton’s Legion. Die Aufstellung dieses aus sechs Kompanien Infanterie, vier Kompanien Kavallerie und einer Batterie Artillerie bestehenden Verbandes finanzierte Hampton größtenteils aus seinem eigenen Vermögen (er ließ für seine Männer Geschütze und begehrte Enfield-Gewehre aus England importieren). In der ersten Schlacht am Bull Run spielte Hamptons Legion eine entscheidende Rolle bei der Verteidigung des Henry Hill, wobei Hampton verwundet wurde. Er genas rechtzeitig, um, am 23. Mai 1862 zum Brigadegeneral befördert, das Kommando über eine Infanteriebrigade während des Halbinsel-Feldzuges im Frühjahr 1862 zu übernehmen. Bei Seven Pines wurde Hampton erneut verwundet, kehrte aber bereits Ende Juli in den aktiven Dienst zurück und übernahm eine Kavalleriebrigade unter J.E.B. Stuart, jedoch unter der Bedingung, so bald wie möglich zur Infanterie zurückzukehren. Als ihm im Dezember 1862 das vakant gewordene Kommando einer Infanteriebrigade angeboten wurde, lehnte Hampton indes ab. Er führte seine Truppen bei Antietam, dem Chambersburg-Raid und Gettysburg, wo er sowohl am zweiten Tag als auch in einem Kavalleriegefecht am dritten Tag der Schlacht gleich mehrere Verwundungen erlitt. Am 3. September 1863 wurde er – mit Wirkung vom 3. August – zum Generalmajor befördert, allerdings konnte er aufgrund der Schwere seiner Verwundungen erst am 5. November 1863 das Kommando seiner Kavalleriedivision antreten.
In der Schlacht bei Trevilian Station (11. bis 12. Juni 1864) besiegte er, kraft seiner Anciennität den Oberbefehl ausübend, das zahlenmäßig überlegene und besser bewaffnete Kavalleriekorps der Potomac-Armee unter Generalmajor Sheridan. Nach dem Tode J.E.B. Stuarts übernahm Hampton am 11. August 1864 offiziell die Führung des Kavalleriekorps der Nord-Virginia-Armee. Am 16. September 1864 startete Hampton eine Unternehmung, die als Beefsteak Raid bekannt wurde: hierbei erbeutete er über 2.400 Rinder und nahm 304 Gefangene, bei eigenen Verlusten von nur zehn Mann. Während der Belagerung von Petersburg sah er sich aufgrund eines tiefgreifenden Mangels an brauchbaren Pferden und Futter für deren Versorgung in eine defensive Lage gedrängt, wobei seine Hauptaufgabe im Schutze der Kommunikationslinien von Richmond, Virginia bestand. Im Januar 1865 begleitete Hampton einen Teil seines Kommandos auf der Suche nach frischen Pferden in die Carolina-Staaten. Dort erhielt er den Befehl, Joseph E. Johnstons Rückzug durch die Carolinas zu decken und kehrte nicht nach Virginia zurück. Am 15. Februar 1865 wurde Hampton zum Generalleutnant befördert; er war somit neben Forrest der einzige Kavalleriebefehlshaber der Konföderation, der diesen Rang erreichte. Nach der Kapitulation der Nord-Virginia-Armee unter Lee entschloss sich der durch den Krieg verarmte Hampton widerwillig, ebenfalls die Waffen niederzulegen.

## Gouverneur von South Carolina

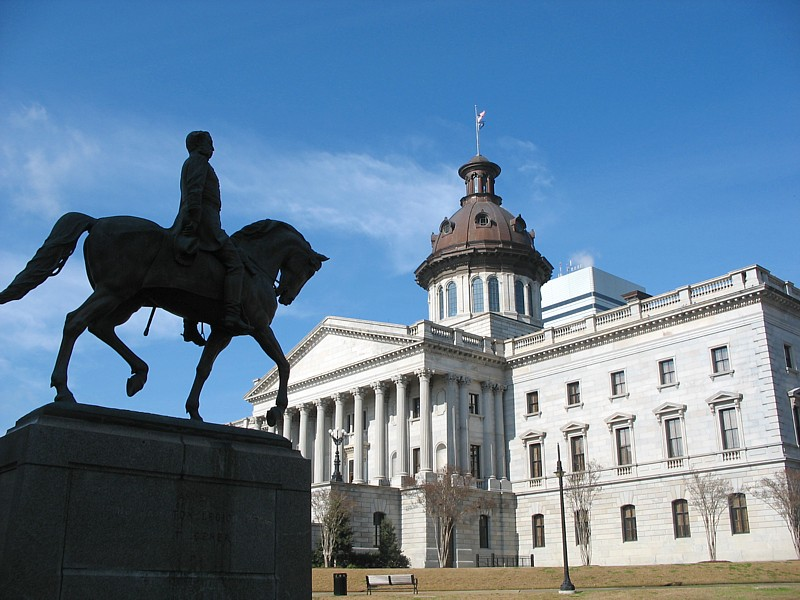
Reiterstandbild von Wade Hampton III vor dem Parlament von South Carolina

Nach dem Krieg kehrte er zu den verwüsteten Besitztümern seiner Familie zurück und bemühte sich mit mäßigem Erfolg um die Wiedererlangung seines zerronnenen Vermögens. 1867 wurde er wieder politisch aktiv und sprach sich gegen die Reconstruction-Politik der radikalen Republikaner aus. Dabei unterstützte er politisch und propagandistisch die illegalen Aktionen des Ku Klux Klan, der vor Gewaltaktionen gegen ehemalige Sklaven und Republikaner nicht zurückschreckte. Nachdem Hampton bereits 1865 vergeblich als Gouverneur kandidiert hatte, wurde er 1876 von der Demokratischen Partei als Spitzenkandidat für die Gouverneurswahl aufgestellt. Sein Gegenkandidat war Amtsinhaber Daniel Henry Chamberlain. Das Wahlergebnis war eines der umstrittensten in der Geschichte des Staates South Carolina.  Zunächst sah alles nach einem Wahlsieg von Chamberlain aus. Umstritten waren aber zwei Countys, deren Stimmen Unregelmäßigkeiten aufwiesen.  Nach der letzten, aber immer noch umstrittenen Auszählung gewann Hampton die Wahl mit 50,3 % der Stimmen gegen Chamberlains 49,7 %. Aufgrund des umstrittenen Ergebnisses betrachteten sich beide Kandidaten als Sieger und als rechtmäßiger Gouverneur. Der Streit eskalierte bis April 1877. Zu diesem Zeitpunkt signalisierte der neue US-Präsident Rutherford B. Hayes, dass er Hampton unterstütze. Gleichzeitig zog er das US-Heer aus South Carolina ab, das das Land seit dem Ende des Bürgerkriegs besetzt gehalten hatte. Mit dem Abzug der Truppen verlor Chamberlain seinen Rückhalt. Er gab auf und verließ South Carolina. Wade Hampton war nun rechtmäßiger Gouverneur von South Carolina. Der neue Gouverneur arbeitete am Abbau der Staatsverschuldung und setzte sich für eine rasche Überwindung der Reconstruction ein. Während seiner Amtszeit wurden in South Carolina öffentliche Hinrichtungen abgeschafft. Am 5. November 1878 wurde Hampton ohne Opposition als Gouverneur wiedergewählt. Er trat aber bereits im Februar 1879 von seinem Amt zurück, um als US-Senator in den Kongress zu wechseln.

## Weiterer Lebenslauf
Von 1879 bis 1891 vertrat er South Carolina im US-Senat in Washington, D.C. Danach war er von 1893 bis 1897 Eisenbahnbeauftragter der Bundesregierung (US Railroad Commissioner). Nach einem Jagdunfall im Jahr 1878 musste man ihm das rechte Bein unterhalb des Knies amputieren. Wade Hampton III starb am 11. April 1902 und wurde auf dem Trinity Cathedral Churchyard in Columbia beigesetzt.